# Tanztheater Erfurt

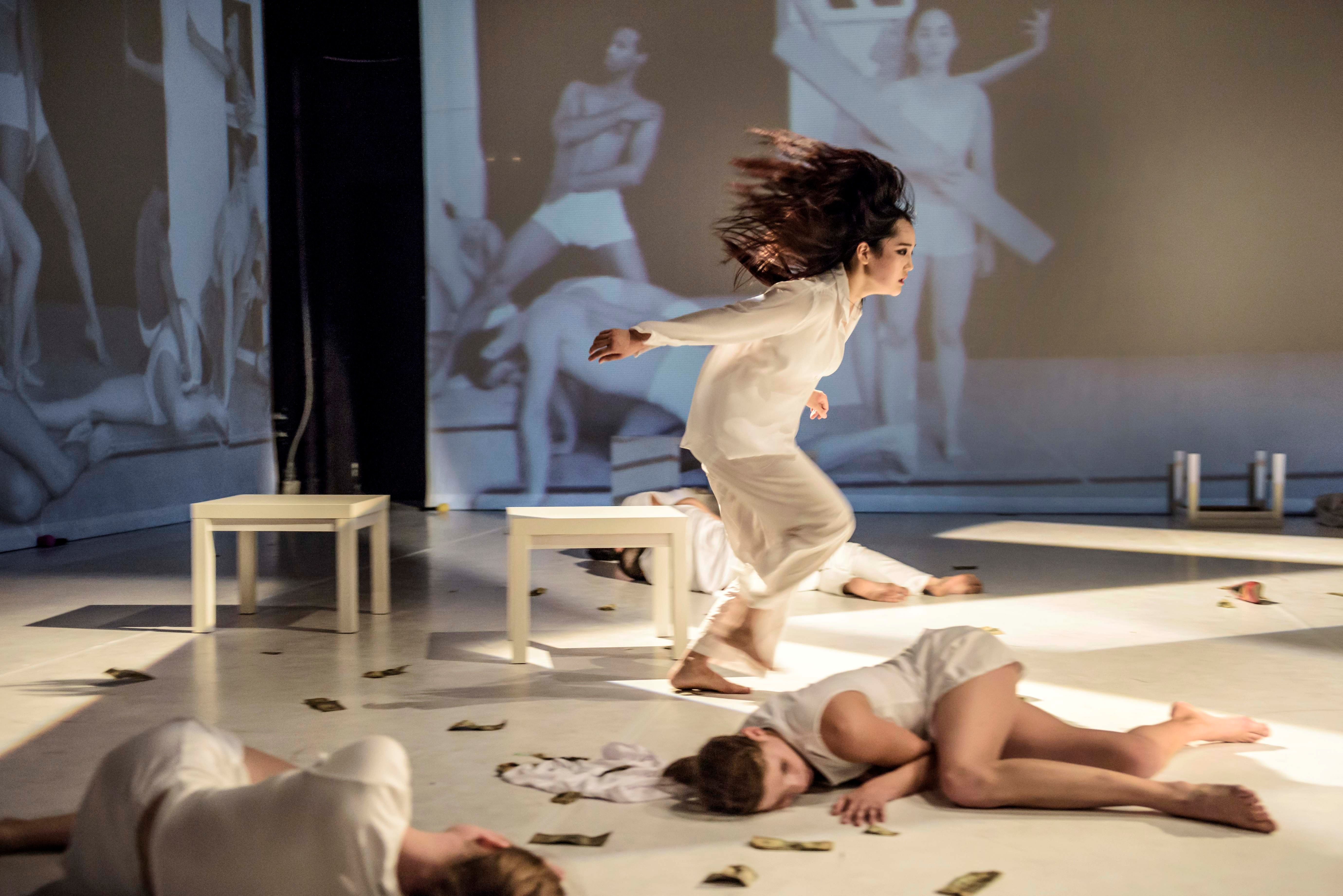
Konsequenzen – Theater Erfurt 2018

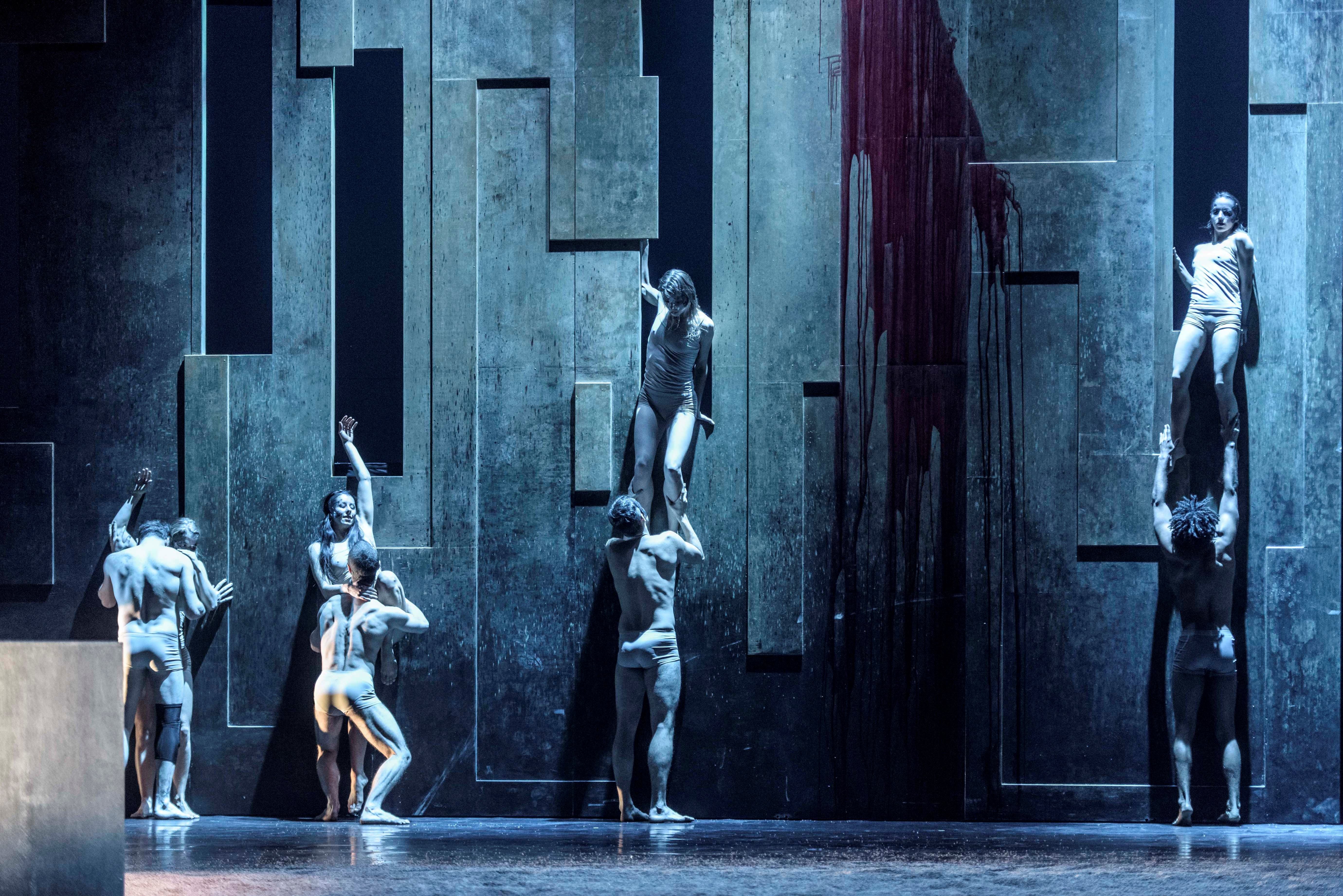
Hercules – Theater Erfurt 2017 – Fotograf: Lutz Edelhoff

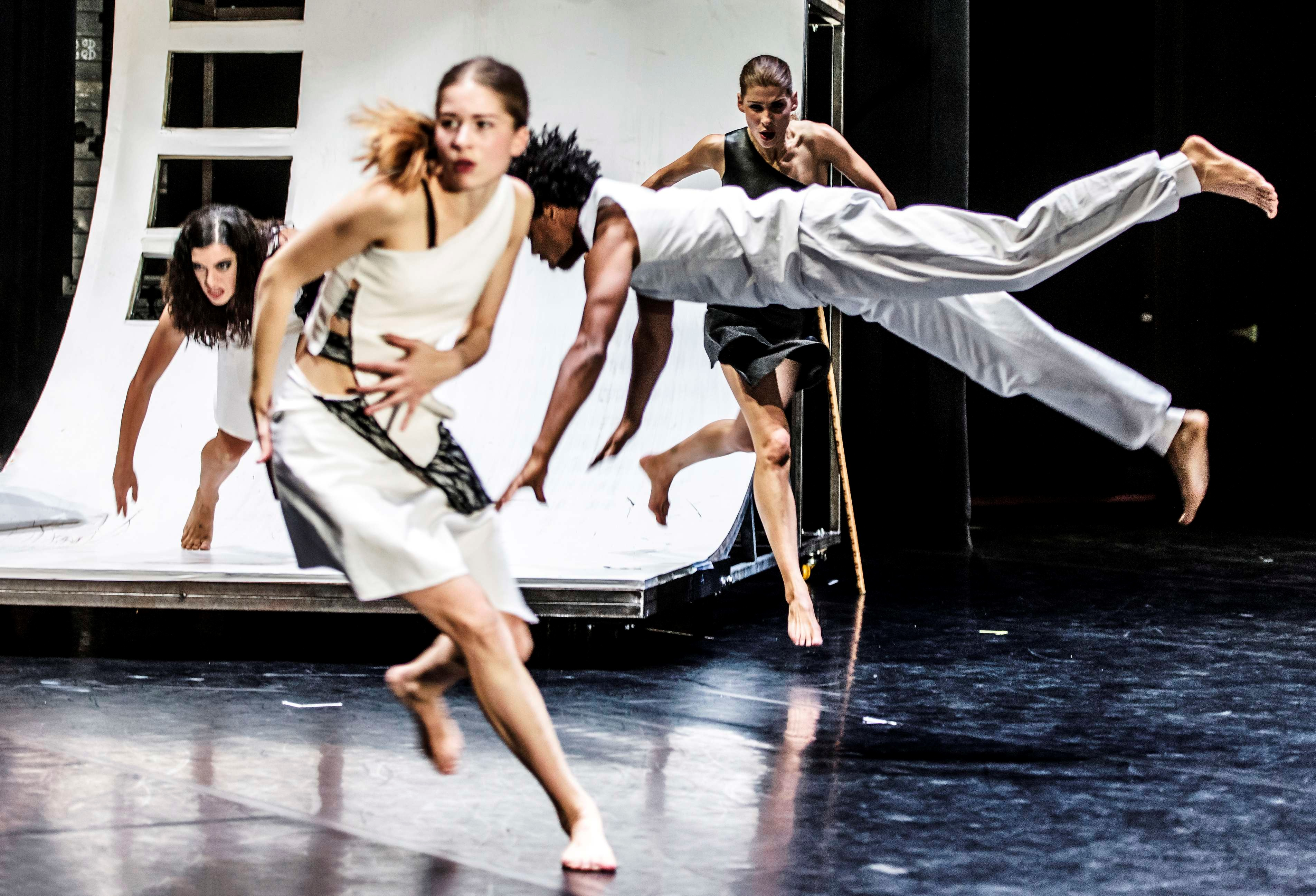
Romeo und Julia – Theater Erfurt – Fotograf: Lutz Edelhoff

Der Tanztheater Erfurt e. V. ist ein zeitgenössischer Tanz- und Kulturverein, der im Jahr 2007 von der Tänzerin und Choreografin Ester Ambrosino gegründet wurde.

## Profil
Das Tanztheater Erfurt, ist die erste Tanzschule und Tanzkompanie in Erfurt, die sich mit dem zeitgenössischen, modernen Tanz und theatralischen Bühnentanz auseinandersetzt. Der Verein wurde 2007 von der Tänzerin und Choreografin Ester Ambrosino gegründet und hat derzeit circa 350 Mitglieder. Sein Ziel ist die Schaffung einer professionellen Plattform für Tanztheater sowie einer Ausbildungsstätte mit tanzpädagogischen Angeboten.
Seit 2008 lädt das Tanztheater Erfurt, als Veranstalter des Internationalen Tanztheater Festivals, alle zwei Jahre internationale Tanzgruppen nach Erfurt ein und bietet so Einblicke in die aktuelle Tanz- und Tanztheaterszene. Unter einem wechselnden Festivalthema werden aktuelle umweltpolitische, soziale und gesellschaftsrelevante Fragen sowie Aspekte des sozialen Miteinander aufgegriffen. Im Rahmen des Festivals hat sich seit 2012 der internationale Choreografie-Wettbewerb „contact.energy“ für zeitgenössischen Tanz etabliert, bei dem der Nachwuchs aus aller Welt seine Stücke präsentieren kann und mit einem Preisgeld und einem Publikumspreis honoriert wird.

## Produktionen
Die Bühnenproduktionen der Tanzkompanie setzen sich kritisch mit gesellschaftlich-politisch relevanten Themen auseinander. Das Tanztheater Erfurt kooperiert mit diversen Kultureinrichtungen in Erfurt und Thüringen und ist mit jährlichen Aufführungen und eigenen Produktionen in der Thüringer Kulturlandschaft präsent. Für die Produktionen steht kein festes Ensemble zur Verfügung, sondern wird von Fall zu Fall zusammengestellt. Darüber hinaus hat sich die „Junior Company“ etabliert, die ihre Produktionen auf Landesbühnen oder Festivals aufführt. Mit ihr werden auch Kinder- und Jugendstücke aufgeführt. Da es keine eigene feste Spielstätte gibt, werden für jede Produktion neue Spielorte in Erfurt und Umgebung genutzt. Seit 2018 werden das Tanztheater Erfurt und seine Kooperationspartner DNT Weimar und Theater Erfurt im Rahmen der Bundesförderung TANZPAKT Stadt-Land-Bund mit gemeinsamen Produktionen gefördert.
| Stück | Choreografie/Regie | Komponist / Musikalische Leitung                                 | Produktionsjahr |
| Peter und der Wolf (Junior Company)                                                                             | Ester Ambrosino | Sergej Prokofjew                                                 | 2008            |
| Luxus (Tanztheater mit dem Erfurter Gebärdenchor)                                                               | C. W. Olafson, Daniela Backhaus                                                                                          |                                                                  | 2011            |
| Pinocchio (Junior Company)                                                                                      | Ester Ambrosino | Elisabeth Lehmann-Dronke                                         | 2012            |
| Seitenwechsel (Tanztheater Erfurt)                                                                              | Ester Ambrosino | Janek von Heyden und Reggae Manding Band                         | 2011            |
| 50/50 drums’n dance                                                                                             | Ester Ambrosino | Musiker der MusicArtSchool Erfurt                                | 2012            |
| Magnificat (Johann Sebastian Bach) (Tanztheater Erfurt)                                                         | Ester Ambrosino | Silvius von Kessel Erfurter Dombergchor & Kammerorchester Weimar | 2012            |
| Fassade (Tanztheater Erfurt)                                                                                    | Ester Ambrosino | Andres Böhmer & Kay Kalytta                                      | 2013            |
| Momo (Junior Company)                                                                                           | Ester Ambrosino | Michael Krause                                                   | 2014            |
| Romeo und Julia (Cinematic Dance Theatre)                                                                       | Ester Ambrosino | Michael Krause                                                   | 2015            |
| Orpheus & Eurydike (Oper von Christoph Willibald Gluck) (Tanztheater Erfurt, Theater Erfurt)                    | Ester Ambrosino | Zoi Tsokanou / Michael Krause                                    | 2016            |
| Hercules (Oratorium in drei Akten, Georg Friedrich Händel) (Tanztheater Erfurt, Theater Erfurt)                 | Ester Ambrosino | Samuel Bächli / Georg Friedrich Händel                           | 2017            |
| Zueinander (Junior Company / Christophorus-Schule Erfurt)                                                       | Daniela Backhaus, Daniel Medeiros                                                                                        |                                                                  | 2017            |
| Konsequenzen (Tanztheater Erfurt)                                                                               | Ester Ambrosino | Michael Krause                                                   | 2017            |
| Grenzläufer (Jugendtanzprojekt)                                                                                 | Daniela Backhaus, Manuel Schuler                                                                                         | Stefan Räsch                                                     | 2017            |
| Abdruck (Tanztheater Erfurt)                                                                                    | Ester Ambrosino | Michael Price, David Arnold, Billie Holiday, Michael Krause      | 2018            |
| Alice im Wunderland (Junior Company)                                                                            | Ester Ambrosino | Michael Krause                                                   | 2018            |
| Reprise (Tanztheater Erfurt)                                                                                    | Ester Ambrosino | Michael Krause                                                   | 2019            |
| Tanz im ewigen jetzt – Ein Experiment um Meister Eckhart (Junior Company, Evang. Stadtakademie Meister Eckhart) | Daniela Backhaus, Marieke Engelhardt                                                                                     |                                                                  | 2019            |
| The Fairy Queen (Oper von Henry Purcell) (Tanztheater Erfurt, Theater Erfurt)                                   | Ester Ambrosino | Samuel Bächli / Henry Purcell                                    | 2019            |
| Dazwischen das Meer (Tanztheater Erfurt, Echodrama Cultural Group Athen)                                        | Ester Ambrosino | Yannis Pisimisis                                                 | 2019            |
| Face Me – Le Sacre du printemps (Tanztheater Erfurt, DNT Weimar, Theater Erfurt)                                | Ester Ambrosino | Olaf Storbeck, Chanmin Chung / Michael Krause                    | 2019            |
| ZUG – Von Erfurt nach Wien (Inklusionsprojekt zusammen mit „Ich bin O.K.“ Dance Company Wien)                   | Daniela Backhaus, Attila Zanin                                                                                           |                                                                  | 2020            |
| Dante Alighieri – Die Göttliche Komödie (Tanztheater Erfurt, DNT Weimar, Theater Erfurt)                        | Ester Ambrosino | Michael Krause                                                   | 2021            |
| FOUR SEASONS – Die Vier Jahreszeiten (Tanztheater Erfurt)                                                       | Ester Ambrosino | Miron Raczka                                                     | 2021            |
| Novecento – Die Legende vom Ozeanpianisten(Tanztheater Erfurt, Theater Waidspeicher, Theater Erfurt)            | Ester Ambrosino | Roberto Secilla, Dominik Lauterbach                              | 2022            |
| Romeo und Julia – Junior Company (cinematic dance theatre)                                                      | Ester Ambrosino | Michael Krause                                                   | 2022            |
| Real Story – Junior Company                                                                                     | Ester Ambrosiono |                                                                  | 2023            |
| dys:connect - Follow Me (Tanztheater Erfurt, DNT Weimar, Theater Erfurt)                                        | Ester Ambrosino | Franz Schubert "Die Unvollendete" / Michale Krause               | 2023            |
| Cinderella - Junior Company (Tanztheater Erfurt)                                                                | Konzept: Ester Ambrosino, Choreografie: Daniela Backhaus, Emily Linse, Sonia Castellanos, Arina Perepelkina, Max Preißel |                                                                  | 2024            |
| Your Choice (Tanztheater Erfurt, Theater Erfurt, DNT Weimar)                                                    | Ester Ambrosino & Tomas Bünger                                                                                           | Michael Krause                                                   | 2024            |
| ZUG 2.0 - Zwischen Erfurt und Wien (Inklusionsprojekt, Ich bin O.K. Dance Company Wien)                         | Daniela Backhaus & Attila Zanin                                                                                          | Miron Raczka                                                     | 2024            |

## Auszeichnungen
Von 2015 bis 2018 war das Tanztheater Erfurt Preisträger des Kulturpreises der Landeshauptstadt Erfurt.
In den Jahren 2016 und 2017 wurden die Inszenierungen der Gluck-Oper Orpheus und Eurydike sowie Händels Hercules mit dem Zuschauerpreis der Gesellschaft der Theater- und Musikfreunde e. V. ausgezeichnet, beide Produktionen waren Kooperationen mit dem Theater Erfurt.
Die Produktion Face Me wurde im Rahmen des Avant-Art-Festivals 2020 mit dem 1. Platz des Thüringer Theaterpreises prämiert. Der Thüringer Theaterpreis wird alle zwei Jahre durch den Thüringer Theaterverband und einer Fachjury vergeben.
Im September 2022 wurde die künstlerische Leiterin Ester Ambrosino mit dem Kulturpreis „Kulturnadel des Freistaats Thüringen“ für ihr permanentes Engagement und die Etablierung von zeitgenössischem Tanz in Thüringen ausgezeichnet.

## Kurse
Das Tanztheater bietet Tanz- und Bewegungskursen für alle Altersklassen an. Es wird Unterricht im Modern Dance, zeitgenössischem Tanz, Modern Jazz, Ballett, Breakdance, kreativem Kindertanz, Pilates, Kontaktimprovisation, Mutter-Kind-Tanz und orientalischem Tanz angeboten.